# Alioum Saidou
Alioum Saidou (Maroua, 8 de dezembro de 1980) é um ex-futebolista profissional camaronês que atuava como defensor.

## Carreira
Alioum Saidou representou o elenco da Seleção Camaronesa de Futebol no Campeonato Africano das Nações de 2006.